# مارگاریتا (بولیوار)
مارگاریتا (انگلیسی: Margarita, Bolívar) نام شهری در کشور کلمبیا است.